# Communauté de communes Bocage Sud
La communauté de communes Bocage Sud est une ancienne communauté de communes française, située dans le département de l'Allier en région Auvergne-Rhône-Alpes.

## Historique
- 2003 : création, par l'arrêté préfectoral no 3650/2003 du 16 octobre 2003, de la communauté de communes.
- 2004 : création et développement des activités du centre multimédia (cours, accueil emploi).
- 2005-2006 : charte paysagère et architecturale.
- 2006-2007 : étude d'aménagement des bourgs mutualisée (préalable travaux communaux), OPAH (amélioration de l'habitat 2001/2012), OCM (rénovation des devantures commerciales 2007/2012), relais assistantes maternelles itinérant (RAM Trotti'momes).
- 2008-2009 : viabilisation de deux zones d'activités, création d'un office de tourisme et réhabilitation d'un bâtiment d'accueil.
- 2010 : mini-stades de Châtel-de-Neuvre et Meillers, création du festival Classique en Bocage.
- 2011-2012 : Espace Bocage Sud, film de présentation (office de tourisme).
- 2013 : bassin de natation, matériel mutualisé (barnum, minibus…), atelier locatif.

Le projet de schéma départemental de coopération intercommunale (SDCI) de l'Allier, dévoilé en octobre 2015, imposait le remaniement de toutes les structures intercommunales du département, en n'en maintenant aucune sous sa forme actuelle. Aussi est-il proposé de la fusionner avec la communauté de communes en Bocage Bourbonnais. Cette fusion formera une structure composée de vingt-cinq communes, pour une population d'environ 14 000 habitants, inférieure au seuil préconisé par la loi no 2015-991 du 7 août 2015 portant nouvelle organisation territoriale de la République de 15 000 habitants mais permise par la faible densité, de 19,1 habitants par kilomètre carré.
Le SDCI, adopté en mars 2016, ne modifie pas ce périmètre. La fusion des deux intercommunalités est prononcée par un arrêté préfectoral du 8 décembre 2016 ; la nouvelle structure intercommunale porte le nom de « communauté de communes du Bocage Bourbonnais ».

### Liste des présidents
- Yves Simon
- Michel Lafay

## Territoire communautaire

### Géographie
La communauté de communes Bocage Sud est située au centre du département de l'Allier. Elle jouxte la communauté d'agglomération de Moulins au nord-est et les communautés de communes en Pays Saint-Pourcinois au sud-est, de la Région de Montmarault au sud-ouest et en Bocage Bourbonnais au nord-ouest.
Le territoire communautaire est traversé par un axe routier important : la route nationale 79, ou RCEA (Route Centre-Europe Atlantique), où certaines de ses communes sont accessibles au moyen d'échangeurs : à Deux-Chaises, au Montet et à Cressanges. Elle permet aussi l'accès autoroutier à l'A71 en direction de Paris, Bourges, Montluçon et Clermont-Ferrand. La route départementale 945 (ancienne route nationale 145) dessert quant à elle les villages de Deux-Chaises à Châtillon, et continue en direction de Souvigny et Moulins.

### Composition
Elle était composée des quatorze communes suivantes :
| Nom               | Code Insee | Gentilé          | Superficie (km2) | Population (dernière pop. légale) | Densité (hab./km2) |
| ----------------- | ---------- | ---------------- | ---------------- | --------------------------------- | ------------------ |
| Le Montet (siège) | 03183      | Montetois        | 1,77             | 478 (2014)                        | 270                |
| Châtel-de-Neuvre  | 03065      | Casteldeneuvrois | 19,34            | 560 (2014)                        | 29                 |
| Châtillon         | 03069      | Châtillonnais    | 12,90            | 320 (2014)                        | 25                 |
| Cressanges        | 03092      | Cressangeois     | 41,76            | 644 (2014)                        | 15                 |
| Deux-Chaises      | 03099      | Deux-Chaisois    | 41,01            | 411 (2014)                        | 10                 |
| Gipcy             | 03122      | Gipcycrois       | 27,57            | 239 (2014)                        | 8,7                |
| Meillard          | 03169      |                  | 25,48            | 304 (2014)                        | 12                 |
| Meillers          | 03170      | Meillerois       | 23,48            | 150 (2014)                        | 6,4                |
| Noyant-d'Allier   | 03202      | Noyantais        | 21,05            | 705 (2014)                        | 33                 |
| Rocles            | 03214      | Roclais          | 21,66            | 394 (2014)                        | 18                 |
| Saint-Hilaire     | 03238      | Saint-Hilairois  | 20,64            | 520 (2014)                        | 25                 |
| Saint-Sornin      | 03260      | Saint-Sorninois  | 19,44            | 232 (2014)                        | 12                 |
| Treban            | 03287      | Trébanais        | 25,63            | 399 (2014)                        | 16                 |
| Tronget           | 03292      | Trongétois       | 31,06            | 914 (2014)                        | 29                 |

### Démographie
| 1968  | 1975  | 1982  | 1990  | 1999  | 2008  | 2013  |
| ----- | ----- | ----- | ----- | ----- | ----- | ----- |
| 9 146 | 7 815 | 7 283 | 6 744 | 6 342 | 6 179 | 6 279 |

| Hommes | Classe d’âge | Femmes |
| ------ | ------------ | ------ |
| 0,9    | 90 ans ou +  | 3      |
| 8,4    | 75 à 89 ans  | 14     |
| 19,8   | 60 à 74 ans  | 17,7   |
| 21,3   | 45 à 59 ans  | 21,1   |
| 19,2   | 30 à 44 ans  | 17,4   |
| 12,1   | 15 à 29 ans  | 11,4   |
| 18,2   | 0 à 14 ans   | 15,4   |

| Hommes | Classe d’âge | Femmes |
| ------ | ------------ | ------ |
| 0,8    | 90 ans ou +  | 2,1    |
| 9,5    | 75 à 89 ans  | 13,9   |
| 18,6   | 60 à 74 ans  | 18,9   |
| 21,5   | 45 à 59 ans  | 20,4   |
| 17,6   | 30 à 44 ans  | 16,5   |
| 15,2   | 15 à 29 ans  | 13,3   |
| 16,8   | 0 à 14 ans   | 14,9   |

## Administration

### Siège
Le siège de la communauté de communes est situé au Montet.

### Les élus
La communauté de communes est gérée par un conseil communautaire composé de vingt membres représentant chacune des communes membres, comme défini par l'arrêté préfectoral no 2727/2013 du 23 octobre 2013 (le site de l'association des maires et présidents de communautés de l'Allier recense vingt-cinq membres).
Deux sièges sont attribués pour les communes de Tronget, Noyant-d'Allier, Cressanges, Châtel-de-Neuvre, Le Montet et Saint-Hilaire (population municipale de plus de 500 habitants au 1er janvier 2013) et un pour les autres communes.

### Présidence
En 2014, le conseil communautaire a élu Michel Lafay (maire de Noyant-d'Allier) et désigné six vice-présidents :
- Marie-Françoise Lacarin (élue à Cressanges) ;
- Olivier Guiot (élu à Saint-Hilaire) ;
- Jean-Marc Dumont (élu à Tronget) ;
- Jacques Berthon (élu à Deux-Chaises) ;
- Jacques Ferrandon (élu à Châtel-de-Neuvre) ;
- Jean-Marie Pagliaï (élu à Meillers).

### Compétences
L'intercommunalité exerce des compétences qui lui sont déléguées par les communes membres.
Compétences obligatoires :
- développement économique : études économiques, gestion de zones d'activités économiques (les Thibauds à Tronget et le Grand-Chemin à Deux-Chaises), communication sur les activités artisanales, participation financière aux plates-formes d'initiatives locales, création d'une zone de développement éolien ;
- aménagement de l'espace communautaire : études pour la mise en valeur et la protection du patrimoine naturel et architectural, aménagements de bourgs, réseau intercommunal de chemins de randonnée.

Compétences optionnelles :
- logement et cadre de vie : programme d'intérêt général, opérations programmées d'amélioration de l'habitat ;
- construction, entretien et fonctionnement d'équipements culturels et sportifs d'intérêt communautaire ;
- tourisme : signalisation du patrimoine sur les routes structurantes, communication sur l'action communautaire, mise en valeur de la ligne de chemin de fer, création, gestion et entretien d'aires d'accueil de camping-cars ;
- action sociale d'intérêt communautaire.

Compétence facultative : collecte et traitement des déchets ménagers et assimilés.

### Régime fiscal et budget
- Fiscalité additionnelle sur les quatre impôts locaux[6].
- Taxe professionnelle de zone[6].

Le budget primitif de 2013 s'élevait à 1 783 848 € en fonctionnement et 1 600 138 € en investissement (ce budget est composé du budget principal, de l'atelier, de la ZAC et de l'office de tourisme), soit un total de 3 383 986 €.

## Projets et réalisations
- Aménagement d'un point d'information touristique en 2010[10].
- Centre multimédia communautaire, nommé Pierre-Luet, et espace Bocage Sud, inaugurés le 19 février 2011[10].
- Centre socio-culturel de Cressanges, inauguré en juillet 2011[10].
- Espace natation de Bocage Sud, inauguré en octobre 2013[11].

### Sources
- SPLAF (Site sur la Population et les Limites Administratives de la France)
- « CC Bocage sud » dans la base BANATIC
- Dossier statistique sur le site de l'Insee